# جيرود هندرسون
جيرود هندرسون (بالإنجليزية: Gerrod Henderson)‏ مواليد 30 أكتوبر 1978 في هاينسفيل، هو لاعب كرة سلة أمريكي. بدأ مسيرته الاحترافية في سنة 2002. يبلغ طوله 6 قدم 4 بوصة (1.9 م).

## المسيرة الاحترافية
لعب مع بانيونيس في موسم 2002–2003، ثم لعب مع نادي بانيونيوس في موسم 2004–2005، ثم لعب مع النجم الأحمر بلغراد في موسم 2004–2005، ثم لعب مع فوتسوافك في موسم 2007–2008، ثم لعب مع أزوفماش في موسم 2007–2008، ثم لعب مع فوتسوافك في سنة 2008.

## روابط خارجية
- جيرود هندرسون على موقع الدوري الأوروبي لكرة السلة (الإنجليزية)
- جيرود هندرسون على موقع كرة السلة الأوروبية.كوم (الإنجليزية)
- جيرود هندرسون على موقع كلية كرة السلة في سبورتس رفرنس.كوم (الإنجليزية)
- جيرود هندرسون على موقع ريلجم (الإنجليزية)
- جيرود هندرسون على موقع بروبوليرز (الإنجليزية)
- جيرود هندرسون على موقع سبورتس رفرنس (الإنجليزية)